# 辽宁省工商业联合会
辽宁省工商业联合会，简称辽宁省工商联，同时称辽宁省总商会，是中国共产党领导的、辽宁省工商界组成的统战性、经济性、民间性的人民团体和商会组织。